# Arrondissement de Lannion
L'arrondissement de Lannion est une division administrative française, située dans le département des Côtes-d'Armor et la région Bretagne.

## Composition
Jusqu'en 2014, l'arrondissement était composé des cantons suivants :
- canton de Lannion
- canton de Lézardrieux
- canton de Perros-Guirec
- canton de Plestin-les-Grèves
- canton de Plouaret
- canton de La Roche-Derrien
- canton de Tréguier

### Découpage communal
Au 1er janvier 2024, l'arrondissement groupe les 57 communes suivantes :
1. Berhet
2. Camlez
3. Caouënnec-Lanvézéac
4. Cavan
5. Coatascorn
6. Coatréven
7. Kerbors
8. Kermaria-Sulard
9. Langoat
10. Lanmérin
11. Lanmodez
12. Lannion
13. Lanvellec
14. Lézardrieux
15. Loguivy-Plougras
16. Louannec
17. Mantallot
18. Minihy-Tréguier
19. Penvénan
20. Perros-Guirec
21. Plestin-les-Grèves
22. Pleubian
23. Pleudaniel
24. Pleumeur-Bodou
25. Pleumeur-Gautier
26. Plouaret
27. Ploubezre
28. Plougras
29. Plougrescant
30. Plouguiel
31. Ploulec'h
32. Ploumilliau
33. Plounérin
34. Plounévez-Moëdec
35. Plouzélambre
36. Plufur
37. Pluzunet
38. Prat
39. Quemperven
40. La Roche-Jaudy
41. Rospez
42. Saint-Michel-en-Grève
43. Saint-Quay-Perros
44. Tonquédec
45. Trébeurden
46. Trédarzec
47. Trédrez-Locquémeau
48. Tréduder
49. Trégastel
50. Trégrom
51. Tréguier
52. Trélévern
53. Trémel
54. Trévou-Tréguignec
55. Trézény
56. Troguéry
57. Le Vieux-Marché

## Démographie
En 2022, l'arrondissement comptait 100 877 habitants.
| 1968   | 1975   | 1982   | 1990   | 1999   | 2006   | 2011    | 2016   | 2021    |
| ------ | ------ | ------ | ------ | ------ | ------ | ------- | ------ | ------- |
| 82 255 | 88 338 | 91 295 | 91 357 | 93 105 | 98 171 | 100 730 | 99 903 | 100 259 |

| 2022    | - | - | - | - | - | - | - | - |
| ------- | - | - | - | - | - | - | - | - |
| 100 877 | - | - | - | - | - | - | - | - |

## Administration
| Période     | Période  | Identité                 | Fonction précédente     | Observation |
| ----------- | -------- | ------------------------ | ----------------------- | ----------- |
|             |          |                          |                         |             |
| 3 juin 1916 |          | Lucien Cornélien Bilange | sous-préfet de Ploërmel | [ 4 ]       |
|             |          |                          |                         |             |
|             | En cours |                          |                         |             |